# Estação Sportivnaia (metro de Moscovo)
Sportivnaia (em russo:  Спорти́вная) é uma das estações da linha Socolhnitcheskaia (Linha 1) do Metro de Moscovo, na Rússia. Estação «Sportivnaia» está localizada entre as estações «Vorobiovy Gory» e «Frunzenskaia».